# شهرستان النادره
ناحیهٔ النادرة (به عربی: مدیریة النادرة) یک ناحیه در یمن است که در استان اب واقع شده‌است.

## خصوصیات
ناحیهٔ النادرة ۷۳٬۷۵۵ نفر جمعیت دارد.